# در سایه باد
در سایۀ باد نام یک آلبوم موسیقی با آهنگسازی مسعود شعاری است. گروه همساز در این اثر مسعود شعاری را همراهی کرده‌اند، شعاری در این اثر نوازنده سه‌تار است.

## فهرست آهنگ‌ها
| شماره | نام           | مدت   |
| ----- | ------------- | ----- |
| ۱.    | «همساز»       | ۱۴:۰۱ |
| ۲.    | «آشین»        | ۱۲:۴۵ |
| ۳.    | «هستی»        | ۱۷:۲۲ |
| ۴.    | «در سایۀ باد» | ۱۹:۲۶ |